# Kätlin Tõllasson
Kätlin Tõllasson (4 de junio de 1993) es una deportista de Estonia que compite en atletismo. Ganó una medalla de plata en el Campeonato Europeo de Atletismo por Equipos de 2019, en la prueba de lanzamiento de disco.